# SEB
SEB (Skandinaviska Enskilda Banken AB) je jedna z největších švédských bank. Byla založena roku 1972 sloučením bank Stockholms Enskilda Bank a Skandinaviska Banken. Prostřednictví fondu Investor AB je vlastněna rodinou Wallenbergových. SEB kromě skandinávských zemí významně působí též v Německu, v Polsku a v Pobaltí.